# Samuel Patterson
Samuel James Patterson (* 7. September 1948 in Belfast) ist ein britischer Mathematiker, der sich mit analytischer Zahlentheorie beschäftigt.

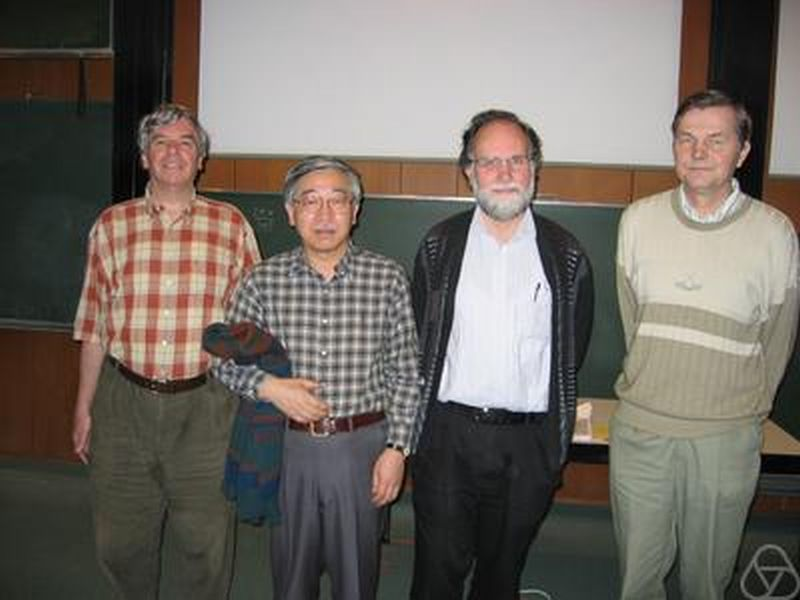
Samuel Patterson (2. von rechts) 2004 am Mathematischen Forschungsinstitut Oberwolfach, mit (von links) Martin Huxley, Yōichi Motohashi, Matti Jutila

## Biografie
Patterson promovierte 1975 bei Alan Beardon an der Cambridge University (The limit set of a Fuchsian Group). Er ist seit 1981 Professor an der Universität Göttingen.
Patterson befasst sich unter anderem mit diskontinuierlichen Gruppen (Fuchssche Gruppen), unterschiedlichen Zetafunktionen (zum Beispiel denen von Ruelle und Selberg), metaplektischen Gruppen, verallgemeinerten Thetafunktionen, Exponentialsummen in der analytischen Zahlentheorie. Er befasst sich auch mit Mathematikgeschichte und gab zum Beispiel (nachdem er schon zur Neuausgabe von Weyls „Idee der Riemannschen Fläche“ beitrug) 2008 zusammen mit Ralf Meyer die Vorlesung „Einführung in die Funktionentheorie“ von Hermann Weyl heraus (Birkhäuser).
Mit Roger Heath-Brown widerlegte er 1979 die Kummer-Vermutung über die Werteverteilung spezieller kubischer Gaußsummen.
1984 erhielt er den Whitehead-Preis der London Mathematical Society. Er ist stellvertretender Vorsitzender der Gauß-Gesellschaft in Göttingen und in der Leitungskommission des Leibniz-Archivs. Patterson ist ordentliches Mitglied der Akademie der Wissenschaften zu Göttingen (1998). Er war lange einer der Herausgeber des Journal für die reine und angewandte Mathematik.
Zu seinen Doktoranden zählt Jörg Brüdern.

## Schriften
- Introduction to the theory of the Riemann Zeta Function, Cambridge University Press 1988
- Erich Hecke und die Rolle der L-Reihen in der Zahlentheorie, in Gerd Fischer (Herausgeber): Ein Jahrhundert Mathematik 1890-1990. Festschrift zum Jubiläum der DMV, Vieweg 1990